# Étienne Cabet
|  | Per a altres significats, vegeu «Capet (peix)». |

Étienne Cabet (Dijon, Borgonya, 1788 - Saint Louis, Missouri, EUA, 1856) fou un filòsof francès i socialista utòpic. Va exposar les seves idees a Voyage en Icarie (1839), una novel·la de gènere utòpic, inspirada en la Utopia de Thomas More, en el Code de Nature de Morelly i en el Manifest dels Iguals, proposat per Babeuf.

## La utopia
A Icària, l'illa imaginada per Cabet, les màquines eviten que la gent hagi de dedicar-se a tasques penoses o desagradables; les cases dels seus habitants són magnífiques, ja que la comunitat proporciona a tothom, primer allò que és necessari, després les coses útils i, si és possible, tot allò agradable. Segons les normes establertes al principi pel legislador Ícar, en homenatge al qual, l'illa es diu Icària, no hi ha propietat, ni moneda, ni comerç; tots els icarians són iguals, excepte en allò on resulti impossible la igualtat absoluta, tothom treballa igualment per a la comunitat, que ho reparteix tot a parts iguals sense aplicar distincions de major capacitat o de major igualtat, els més treballadors únicament reben honors i distincions públiques. Hi existeix la família, però sense ni dots matrimonials ni dret d'herència, la puresa de costums innata en els icarians els impedeix cometre adulteri o fornicació. D'altres pensadors socialistes criticaren el model d'Icària per mantenir la institució familiar, Cabet va respondre-hi que mantenia la família perquè així resultava més fàcil la instauració del comunisme, però la família era una institució que es podria abolir sempre que fos necessari.

### Principis
Els icarians no gaudeixen pas del dret de llibertat d'impremta; ningú no pot publicar res sense prèvia autorització per una llei especial; totes les publicacions, fins i tot les obres de ficció, es duen a terme sota control del Govern, en tallers nacionals on hi treballen tots els pensadors; les obres només es poden publicar en la llengua oficial del país. Es tracta d’una llengua artificial, perfectament regular i fonètica i, per tant, racional i senzilla d’aprendre, que alguns autors han interpretat com precursora de l'esperanto.
A les criatures i als adolescents d'Icària no se’ls pot pas parlar de Déu fins que arribin als setze anys; aleshores, un funcionari filòsof els explica totes les diferents religions; a l'illa, hi ha un culte públic oficial amb sacerdots i sacerdotesses, sense pràctiques ni cerimònies, limitant-se a l'adoració en comú de l'Autor de tot allò creat i a instruccions morals i filosòfiques; es toleren totes les altres religions, i a les que tinguin un cert nombre d'adeptes, la comunitat els proporcionarà temples.
La novel·la explica com Ícar va instaurar el socialisme a l'illa; una revolució va establir una República democràtica, defensada per ciutadans armats; en un principi, Ícar respectà les desigualtats de fortunes, però aplicà un principi de desigualtat decreixent i d'igualtat progressiva amb el qual arribà a la igualtat total.
Al final de l'obra, Cabet respon a objeccions com ara què passaria amb aquells icarians que per mandra no volguessin treballar; la seva resposta fou, simplement, que a Icària no hi ha pas mandrosos; ara bé, si fos necessari, caldria sotmetre tothom a la disciplina comunista.

## Nova Icària
El 1846-1847, uns quants seguidors de Cabet s'establiren per viure en comunitat, al Poblenou, que justament per ells fou coneguda un quant temps amb el nom d'Icària.
El 1847, Cabet feu una crida a construir una Icària real; el 3 de febrer de 1848, un grup d'expedicionaris, entre els quals n'hi havia alguns de catalans, partí de França cap a Texas, on se’ls havia promès una terra de 404’671 hectàrees, situada al Red River; en realitat, però, aquestes terres es trobaven a 400 km del riu i en una regió molt inhòspita, on, malgrat tot, els expedicionaris es posaren a treballar per construir Icària.
Molts dels expedicionaris moriren de malària i, a més, es desmoralitzaren quan els arribà la notícia –falsa- de la mort de Cabet; els supervivents es traslladaren, amb moltes penes i treballs, a Nova Orleans, on hi trobaren quatre-cents nous icarians vinguts d'Europa; finalment, Cabet i dos-cents vuitanta deixebles més es dirigiren cap a l'antiga ciutat mormona de Nauvoo (Illinois), en una terra més hospitalària, i hi establiren la colònia d'Icària, sota govern de Cabet qui li donà una constitució on es preveia el govern per part d'un comitè elegit; al cap de cinc anys, la colònia va arribar a tenir sis-cents habitants i un patrimoni valorat en 65.000 dòlars.
Tanmateix, van sorgir disputes entre els icarians, el rebuig a una proposta de Cabet de canviar la constitució substituint el comitè per un president, elegit cada quatre anys, va dur a la seva expulsió i de cent vuitanta dels que seguiren la seva proposta. Cabet va morir a Saint Louis (Missouri) el 1856; els escindits d'Icària fundaren una colònia industrial a Cheltenham, que hagué de dissoldre's el 1864 perquè havia fet fallida.
La colònia de Nauvoo va entrar en crisi; el 1861, només hi quedaven trenta-cinc habitants i, a més, s'hagueren d'hipotecar el terreny; malgrat una certa represa posterior, el 1874 els seus habitants eren només seixanta-cinc. El 17 d'abril de 1876, en una assemblea de la colònia, un sector descontent va demanar retirar-se’n; el cas va arribar als tribunals de l'Estat d'Illinois els quals, el 17 d'agost de 1878, dictaren l'anul·lació dels estatuts que la colònia s'havia donat el 1860 i nomenà una comissió liquidadora; aleshores, els descontents pogueren abandonar la colònia i aconseguir una compensació en diners; la colònia va aprovar una nova constitució el 1880, però la mala conjuntura econòmica feu difícil la subsistència, i buscaren un nou emplaçament a Corning (Iowa); l'experiment durà fins a 1895, abans, però, el 1884 un sector format per joves partidaris del socialisme marxista emigraren a Califòrnia, on fundaren la comunitat Icaria-Speranza.

## Repercussió a Catalunya
El projecte icarià va tenir ressò en els medis obreristes i esquerrans de Barcelona. Narcís Monturiol va fundar el setmanari La Fraternidad –publicat entre novembre de 1847 i març de 1848- per tal de difondre l'ideari de Cabet, el qual comptava amb les simpaties del dirigent republicà Abdó Terrades. Els anys 1846-1847, un grup de cabetians catalans fundà una comunitat denominada Icària al Poblenou, una barriada de la zona costanera de Sant Martí de Provençals –vila annexionada a Barcelona el 1897. En record d'aquesta comunitat, el Pla Cerdà va preveure anomenar Avinguda d'Icària la via abans dita Camí del Cementiri; el 1939, el règim franquista va imposar-hi el nom d'Avenida del Capitán López Varela, però en restablir-se la democràcia, la via tornà a dir-se Avinguda d'Icària.